# 鏡文學驚悚劇場
《鏡文學驚悚劇場》（英語：Til Death Do Us Part），為鏡文學第一部影視作品，由鏡文學總編輯董成瑜及電影人葉如芬監製、張耀升擔任編劇統籌。由七位導演率領以專業創新手法拍攝每集各約30分鐘的短片，共有《打掃》、《樂園》、《肇事者逃逸》、《隧道》、《虎》、《完美Lily》與《住戶公約第一條》，七部短片皆以人性為起點分別探討各色當代文化。在21屆台北電影節舉辦世界首映，並於中元節在台灣三大影音串流平台Netflix、愛奇藝台灣站及friDay影音上架。

## 播出時間

### 首播
| 頻道         | 所在地 | 播映日期      | 播出時間        | 備註                                                                 |
| ------------ | ------ | ------------- | --------------- | -------------------------------------------------------------------- |
| Netflix      | 全世界 | 2019年8月15日 | 下午三點上線    |                                                                      |
| 愛奇藝台灣站 | 臺灣   | 2019年8月15日 | 下午三點上線    |                                                                      |
| friDay影音   | 臺灣   | 2019年8月15日 | 下午三點上線    |                                                                      |
| 公共電視台   | 臺灣   | 2019年9月8日  | 每周日晚上11:30 | 公視迷你電影院僅先上映《打掃》《虎》《肇事者逃逸》《住戶公約第一條》 |
| 公視+        | 臺灣   | 2019年9月8日  | 每周日晚上11:30 |                                                                      |

## 獲獎紀錄
- 《打掃》、《樂園》—入選第23屆韓國富川奇幻影展[5]
- 《住戶公約第一條》—入圍第55屆金鐘獎「電視電影獎」、「迷你劇集最具潛力新人獎」、「迷你劇集女配角獎」、「戲劇節目攝影獎」，最終由白小櫻奪下 「迷你劇集最具潛力新人獎」[6]
- 《肇事者逃逸》—入圍第55屆金鐘獎「戲劇節目剪輯」獎項以及2019年台北電影獎「最佳短片」獎項

## 外部連結
- 在Netflix上觀看《鏡文學驚悚劇場》
- 互联网电影数据库（IMDb）上《鏡文學驚悚劇場》的资料（英文）